# 克吕拉维尔
克吕拉维尔（法語：Crux-la-Ville）是法国涅夫勒省的一个市镇，属于讷韦尔区（Nevers）圣索尔格县（Saint-Saulge）。该市镇总面积45.56平方公里，2009年时的人口为410人。

## 人口
克吕拉维尔人口变化图示